# Soziedad Alkoholika
Soziedad Alkoholika («алкогольне суспільство»), зазвичай скорочено S.A., кросовер-треш-гурт із Країни Басків, Іспанія. Колектив було засновано у Віторії-Ґастейс у 1988 році. Їхні тексти зазвичай мають грубий, прямолінійний і подекуди емоційний політичний характер, торкаючись тем мілітаризму, фашизму, расизму, сексизму, державного насильства та монархії.
З роками S.A. стали суперечливим, але успішним гуртом, що справив значний вплив на андеґраундну панк- і метал-сцену Іспанії та Латинської Америки.
З 2002 по 2006 рік Асоціація жертв тероризму (AVT) та праві організації неодноразово звинувачували гурт у прославлянні тероризму ЕТА. Зрештою всі звинувачення було знято, проте внаслідок цієї суперечки деякі консервативні місцеві органи влади заборонили виступи S.A. у низці міст Іспанії, зокрема в Мадриді.
Soziedad Alkoholika засуджує те, що вони називають відсутністю свободи та державними репресіями в Країні Басків. Гурт виступає за право на самовизначення і закликає до розпуску баскійської поліції Ерцайнца. Гурт також підтримує незалежність Країни Басків, виступає проти тестування на тваринах і підтримує палестинське протистояння Ізраїлю.

## Учасники
Теперішні
- Хуан Асенья (Juan Aceña) – вокал (з 1988)
- Джиммі (Jimmy) – гітара (з 1988)
- Піруло (Pirulo) – бас (з 1996)
- Іньїґо Субісаррета (Iñigo Zubizarreta) – гітара (з 2009)
- Альфред Беренґена (Alfred Berengena) – ударні (з 2014)

Колишні
- Роберт Кастресана (Roberto Castresana) – ударні (1988–2014)
- Іньякі Бенґоа (Iñaki Bengoa) – бас (1988–1996)
- Оскар (Oskar) – гітара (1988–1990)
- Педро (Pedro) – гітара (1990–1997)
- Хаві Ґарсія (Javi García) – гітара (1998-2009)

## Дискографія
| Рік  | Назва                                                                                            | Лейбл                | Формат           |
| ---- | ------------------------------------------------------------------------------------------------ | -------------------- | ---------------- |
| 1990 | Intoxikazión etílika                                                                             | DDT                  | Demo             |
| 1991 | Soziedad Alkoholika                                                                              | Overdrive            | CD/LP            |
| 1992 | Feliz Falsedad EP                                                                                | Overdrive            | CD/EP            |
| 1993 | Y Ese Que Tanto Habla, Está Totalmente Hueco, Ya Sabéis Que El Cántaro Vacío Es El Que Más Suena | Oihuka               | CD/LP            |
| 1995 | Ratas                                                                                            | Mil a Gritos Records | CD/LP            |
| 1996 | Diversiones...?                                                                                  | Mil a Gritos Records | CD/LP            |
| 1997 | No Intente Hacer Esto En Su Casa                                                                 | Mil a Gritos Records | CD/LP            |
| 1999 | Directo                                                                                          | Mil a Gritos Records | CD               |
| 2000 | Polvo en los Ojos                                                                                | Mil a Gritos Records | CD               |
| 2003 | Tiempos Oscuros                                                                                  | Locomotive           | CD               |
| 2008 | Mala Sangre                                                                                      | Roadrunner Records   | CD/LP            |
| 2009 | Sesion#2                                                                                         | Roadrunner Records   | CD/LP            |
| 2011 | Cadenas De Odio                                                                                  | Mil A Gritos Records | CD/LP            |
| 2013 | Caucho Ardiendo EP                                                                               | Noise                | Digital download |
| 2017 | Sistema Antisocial                                                                               | Maldito              | Digital download |

### Videos
| Рік  | Назва                 | Лейбл      | Формат |
| ---- | --------------------- | ---------- | ------ |
| 1994 | Kontzertua Gaztetxean | DDT        | VHS    |
| 2006 | Corrosiva!            | Locomotive | DVD/CD |